# Šemachinská gubernie

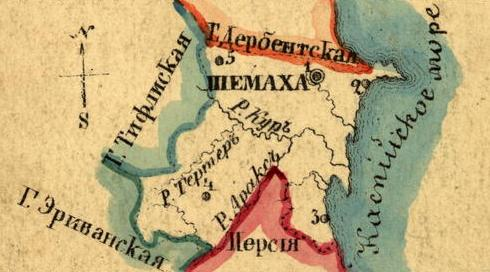
Mapa šemachinské gubernie

Šemachinská gubernie (rusky Шемахинская губерния) byla jednou z gubernií Ruského impéria v prostoru dnešního Ázerbájdžánu. Její rozloha byla 57 444 km2 , počet obyvatel byl 460 000 (roku 1850) a existovala v letech 1846–1859. Po ničivém zemětřesení ve městě Šemacha – administrativním centru gubernie – byly v roce 1859 gubernátorské vládní budovy přemístěny do Baku a gubernie se přejmenovala na Bakuskou gubernii.